# Trathala nigra
Trathala nigra là một loài tò vò trong họ Ichneumonidae.